# Ólafsfjarðarvegur
Der Ólafsfjarðarvegur ist eine Hauptstraße im Nordosten von Island.
Er zweigt etwa 10 km nördlich von Akureyri von der Ringstraße nach Norden ab.
Die Hörgá fließt durch ihr Tal und ist ein bekannter Lachsfluss.
In Möðruvellir gab es im Mittelalter ein Augustinerkloster und ist der Geburtsort einiger bekannter Isländer.
Von Árskógssandur gibt es eine Fährverbindung zur Insel Hrísey.
In Dalvík wird der Ólafsfjarðarvegur innerorts nacheinander zur Skíð-, Hafnar- und Gunnarsbraut.
Im Hafen legt die Fähre Sæfari an. Mit ihr erreicht man die Inseln Grímsey und Hrísey.
Durch den Múlagöng gelangt man seit Ende 1990 in den Ólafsfjörður.
Vorher, seit 1966, musste man den Ólafsfjarðarmúli auf dem unsicheren Múlavegur umrunden, der eine Höhe von bis zu 200 m erreichte.
In Ólafsfjörður wird der Ólafsfjarðarvegur zunächst Múlavegur und dann Aðalgata genannt.
Die Aðalgata geht in den Siglufjarðarvegur  über, der durch die Héðinsfjarðargöng führt.
Nach Süden zweigt die Ægisgata ab, wie der Ólafsfjarðarvegur hier genannt wird.
Am Ende des Sees Ólafsfjarðarvatn ist er dann nur noch eine Nebenstraße, die ab hier nicht mehr asphaltiert ist.
Hinter der Brücke über die Ólafsfjarðará zweigt der Þóroddsstaðavegur 8016 ab. Er verläuft auf der anderen Seite des Flusses.
Dieser Abschnitt über die Lágheiði steigt bis auf eine Höhe von 409 m an und war die Straßenverbindung nach Siglufjörður, bevor der Tunnel 2010 eröffnet wurde.
Etwa bei dem Wasserfall Drykkjarárfoss ändert der Ólafsfjarðarvegur seine Richtung nach Nordwesten.
Der Sléttuvegur  führt zu dem Wasserkraftwerk, das 1945 zur Elektrizitätsversorgung von Siglufjörður errichtet wurde und aus dem Stífluvatn gespeist wird.
Von Westen mündet der Siglufjarðarvegur  ein und gibt dem weiteren Verlauf zu dem Ort den Namen.
Die Verbindung zwischen Ólafsfjörður und Siglufjörður ist durch die Héðinsfjarðargöng nur noch 17 km lang.
Davor musste man über die Lágheiði eine Strecke von fast 80 km zurücklegen und, wenn diese Strecke im Winter nicht passierbar war, waren etwa 230 km über die Ringstraße nötig.
Den Tunnel passieren täglich durchschnittlich 720 Fahrzeuge.